# مادر من (مجموعه تلویزیونی)
مادر من (انگلیسی: Mother of Mine; کره‌ای: 세상에서 제일 예쁜 내 딸) یک مجموعه تلویزیونی کره جنوبی سال ۲۰۱۹ با بازی کیم هه سوک، کیم سو-یون، کیم ها کیونگ، پارک گون سو، نام ته بو و چوی میونگ-گیل است. این مجموعه از ۲۳ مارس تا ۲۲ سپتامبر ۲۰۱۹، روزهای شنبه و یکشنبه ساعت ۲۱:۱۵ (کی‌اس‌تی) از کی‌بی‌اس۲ برای ۱۰۸ قسمت پخش شد.

## بازیگران

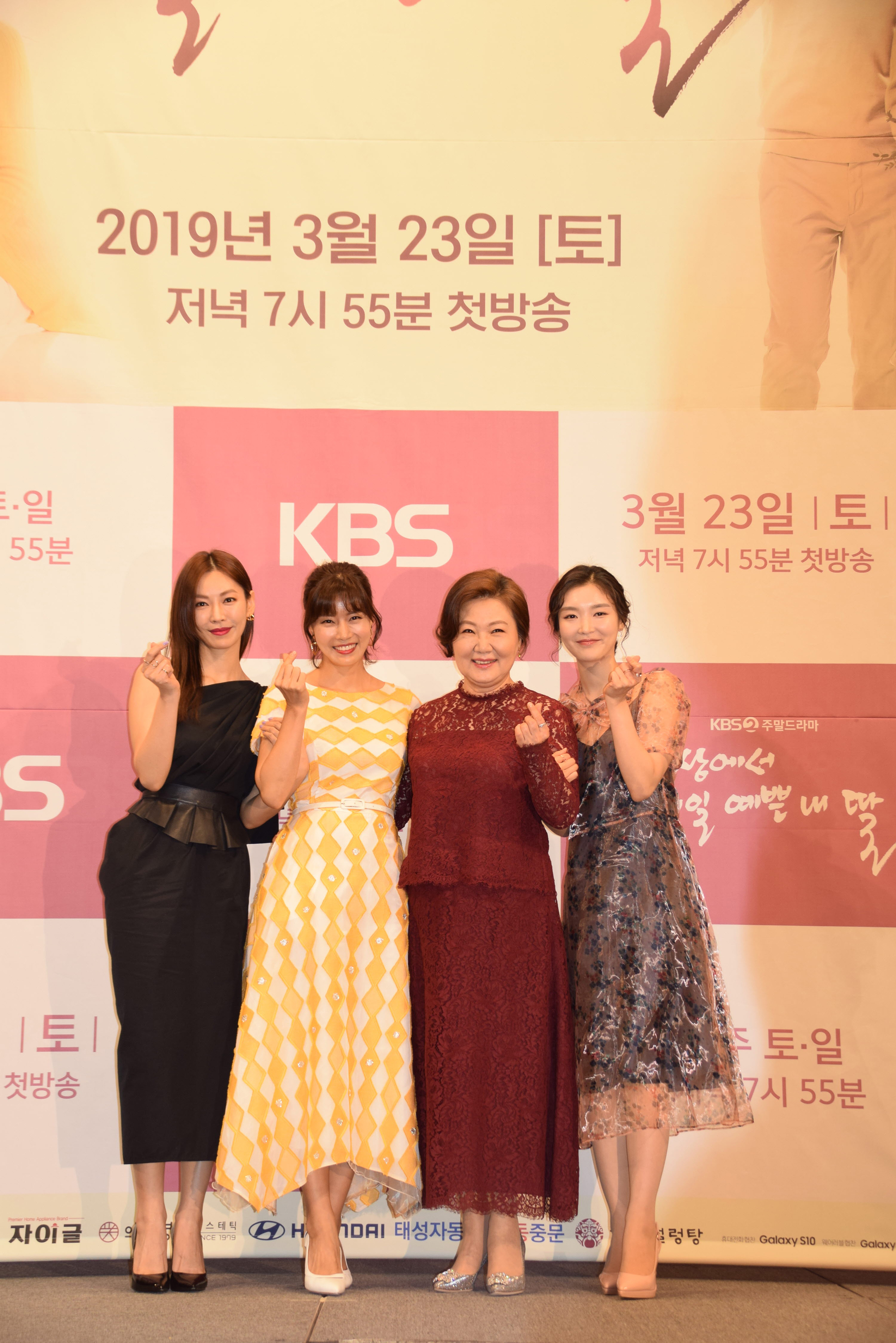
گروه بازیگران در کنفرانس مطبوعاتی

### اصلی
- کیم هه سوک در نقش پارک سون جا

مادر کانگ می سون، کانگ می ری و کانگ می هه و رستوران خودش را اداره می‌کند.
- چوی میونگ-گیل در نقش جون این سوک

مادر واقعی کانگ می ری.
- کیم سو-یون در نقش کانگ می ری / کانگ سونگ یون
- یو سون در نقش کانگ می سون

بزرگ‌ترین دختر پارک سون جا، او در بانک کار می‌کند.
- کیم ها کیونگ در نقش کانگ می هه

کوچک‌ترین دختر پارک سون جا. او قبلاً رمان‌نویس بود.
- پارک گون سو در نقش پارک یونگ دال

برادر کوچکتر پارک سون جا و دایی کانگ می سون، کانگ می ری و کانگ می هه. او در رستوران خواهرش کار می‌کند.
- نام ته بو در نقش بانگ جه بوم

یک نویسنده موفق درام.
- هونگ جونگ هیون در نقش هان ته جو

## آمار بینندگان
- در جدول زیر، اعداد آبی کمترین رتبه‌بندی و اعداد قرمز بیشترین رتبه‌بندی را نشان می‌دهند.
- N/A نشانگر این است که رتبه‌بندی مشخص نیست.
- قسمت آخر بیش از ۶٫۲ میلیون بازدید داشت.[۶]

| قسمت    | تاریخ پخش اصلی  | میانگین سهم مخاطب | میانگین سهم مخاطب | میانگین سهم مخاطب |             |             |
| قسمت    | تاریخ پخش اصلی  | TNmS              | AGB Nielsen       | AGB Nielsen       | AGB Nielsen | AGB Nielsen |
| قسمت    | تاریخ پخش اصلی  | سراسر کشور        | سراسر کشور        | سئول              |             |             |
| ------- | --------------- | ----------------- | ----------------- | ----------------- | ----------- | ----------- |
| ۱       | ۲۳ مارس ۲۰۱۹    | ۲۳٫۵٪             | ۲۲٫۶٪             | ۲۰٫۹٪             |             |             |
| ۲       | ۲۳ مارس ۲۰۱۹    | ۲۷٫۰٪             | ۲۶٫۶٪             | ۲۵٫۳٪             |             |             |
| ۳       | ۲۴ مارس ۲۰۱۹    | ۲۵٫۰٪             | ۲۴٫۰٪             | ۲۲٫۵٪             |             |             |
| ۴       | ۲۴ مارس ۲۰۱۹    | ۲۹٫۹٪             | ۲۸٫۲٪             | ۲۶٫۲٪             |             |             |
| ۵       | ۳۰ مارس ۲۰۱۹    | ۲۱٫۵٪             | ۲۲٫۰٪             | ۲۱٫۱٪             |             |             |
| ۶       | ۳۰ مارس ۲۰۱۹    | ۲۶٫۲٪             | ۲۶٫۶٪             | ۲۵٫۳٪             |             |             |
| ۷       | ۳۱ مارس ۲۰۱۹    | ۲۵٫۷٪             | ۲۵٫۰٪             | ۲۲٫۹٪             |             |             |
| ۸       | ۳۱ مارس ۲۰۱۹    | ۳۱٫۰٪             | ۲۹٫۶٪             | ۲۷٫۴٪             |             |             |
| ۹       | ۶ آوریل ۲۰۱۹    | ۲۱٫۹٪             | ۲۱٫۹٪             | ۲۱٫۱٪             |             |             |
| ۱۰      | ۶ آوریل ۲۰۱۹    | ۲۶٫۷٪             | ۲۶٫۲٪             | ۲۴٫۴٪             |             |             |
| ۱۱      | ۷ آوریل ۲۰۱۹    | ۲۴٫۵٪             | ۲۴٫۸٪             | ۲۲٫۷٪             |             |             |
| ۱۲      | ۷ آوریل ۲۰۱۹    | ۳۰٫۱٪             | ۳۰٫۱٪             | ۲۸٫۰٪             |             |             |
| ۱۳      | ۱۳ آوریل ۲۰۱۹   | ۲۰٫۹٪             | ۲۱٫۲٪             | ۲۰٫۰٪             |             |             |
| ۱۴      | ۱۳ آوریل ۲۰۱۹   | ۲۶٫۲٪             | ۲۶٫۰٪             | ۲۴٫۶٪             |             |             |
| ۱۵      | ۱۴ آوریل ۲۰۱۹   | ۲۷٫۲٪             | ۲۶٫۲٪             | ۲۴٫۰٪             |             |             |
| ۱۶      | ۱۴ آوریل ۲۰۱۹   | ۳۱٫۳٪             | ۳۰٫۵٪             | ۲۸٫۹٪             |             |             |
| ۱۷      | ۲۰ آوریل ۲۰۱۹   | ۲۳٫۳٪             | ۲۲٫۲٪             | ۲۱٫۶٪             |             |             |
| ۱۸      | ۲۰ آوریل ۲۰۱۹   | ۲۷٫۷٪             | ۲۵٫۲٪             | ۲۴٫۳٪             |             |             |
| ۱۹      | ۲۱ آوریل ۲۰۱۹   | ۲۶٫۴٪             | ۲۶٫۳٪             | ۲۵٫۱٪             |             |             |
| ۲۰      | ۲۱ آوریل ۲۰۱۹   | ۳۲٫۴٪             | ۳۲٫۱٪             | ۳۰٫۸٪             |             |             |
| ۲۱      | ۲۷ آوریل ۲۰۱۹   | ۲۳٫۰٪             | ۲۲٫۹٪             | ۲۱٫۴٪             |             |             |
| ۲۲      | ۲۷ آوریل ۲۰۱۹   | ۲۸٫۰٪             | ۲۸٫۱٪             | ۲۷٫۲٪             |             |             |
| ۲۳      | ۲۸ آوریل ۲۰۱۹   | ۲۶٫۶٪             | ۲۵٫۹٪             | ۲۴٫۱٪             |             |             |
| ۲۴      | ۲۸ آوریل ۲۰۱۹   | ۳۲٫۱٪             | ۳۰٫۸٪             | ۲۸٫۸٪             |             |             |
| ۲۵      | ۴ مه ۲۰۱۹       | ۲۰٫۴٪             | ۱۹٫۵٪             | ۱۷٫۷٪             |             |             |
| ۲۶      | ۴ مه ۲۰۱۹       | ۲۶٫۰٪             | ۲۴٫۸٪             | ۲۲٫۷٪             |             |             |
| ۲۷      | ۵ مه ۲۰۱۹       | ۲۳٫۵٪             | ۲۳٫۴٪             | ۲۲٫۳٪             |             |             |
| ۲۸      | ۵ مه ۲۰۱۹       | ۳۰٫۲٪             | ۲۹٫۳٪             | ۲۸٫۲٪             |             |             |
| ۲۹      | ۱۱ مه ۲۰۱۹      | ۲۳٫۹٪             | ۲۲٫۳٪             | ۲۰٫۹٪             |             |             |
| ۳۰      | ۱۱ مه ۲۰۱۹      | ۳۰٫۲٪             | ۲۶٫۹٪             | ۲۵٫۴٪             |             |             |
| ۳۱      | ۱۲ مه ۲۰۱۹      | ۲۶٫۵٪             | ۲۶٫۶٪             | ۲۵٫۲٪             |             |             |
| ۳۲      | ۱۲ مه ۲۰۱۹      | ۳۲٫۹٪             | ۳۲٫۶٪             | ۳۱٫۳٪             |             |             |
| ۳۳      | ۱۸ مه ۲۰۱۹      | ۲۳٫۶٪             | ۲۳٫۰٪             | ۲۱٫۴٪             |             |             |
| ۳۴      | ۱۸ مه ۲۰۱۹      | ۲۸٫۷٪             | ۲۸٫۲٪             | ۲۶٫۵٪             |             |             |
| ۳۵      | ۱۹ مه ۲۰۱۹      | ۲۷٫۴٪             | ۲۷٫۴٪             | ۲۶٫۱٪             |             |             |
| ۳۶      | ۱۹ مه ۲۰۱۹      | ۳۳٫۴٪             | ۳۳٫۱٪             | ۳۲٫۰٪             |             |             |
| ۳۷      | ۲۵ مه ۲۰۱۹      | ۲۱٫۲٪             | ۲۳٫۴٪             | ۲۲٫۲٪             |             |             |
| ۳۸      | ۲۵ مه ۲۰۱۹      | ۲۶٫۸٪             | ۲۸٫۲٪             | ۲۶٫۹٪             |             |             |
| ۳۹      | ۲۶ مه ۲۰۱۹      | ۲۴٫۳٪             | ۲۵٫۹٪             | ۲۴٫۰٪             |             |             |
| ۴۰      | ۲۶ مه ۲۰۱۹      | ۳۲٫۲٪             | ۳۲٫۵٪             | ۳۰٫۲٪             |             |             |
| ۴۱      | ۱ ژوئن ۲۰۱۹     | ۲۲٫۶٪             | ۲۲٫۹٪             | ۲۲٫۱٪             |             |             |
| ۴۲      | ۱ ژوئن ۲۰۱۹     | ۲۹٫۵٪             | ۲۸٫۵٪             | ۲۷٫۴٪             |             |             |
| ۴۳      | ۲ ژوئن ۲۰۱۹     | ۲۶٫۱٪             | ۲۶٫۹٪             | ۲۵٫۸٪             |             |             |
| ۴۴      | ۲ ژوئن ۲۰۱۹     | ۳۳٫۳٪             | ۳۳٫۰٪             | ۳۲٫۴٪             |             |             |
| ۴۵      | ۸ ژوئن ۲۰۱۹     | ۲۱٫۶٪             | ۲۲٫۱٪             | ۲۱٫۰٪             |             |             |
| ۴۶      | ۸ ژوئن ۲۰۱۹     | ۲۷٫۷٪             | ۲۹٫۱٪             | ۲۸٫۴٪             |             |             |
| ۴۷      | ۹ ژوئن ۲۰۱۹     | ۲۶٫۵٪             | ۲۶٫۴٪             | ۲۵٫۵٪             |             |             |
| ۴۸      | ۹ ژوئن ۲۰۱۹     | ۳۲٫۶٪             | ۳۲٫۱٪             | ۳۰٫۹٪             |             |             |
| ۴۹      | ۱۵ ژوئن ۲۰۱۹    | ۲۲٫۷٪             | ۲۲٫۸٪             | ۲۱٫۱٪             |             |             |
| ۵۰      | ۱۵ ژوئن ۲۰۱۹    | ۲۹٫۱٪             | ۲۸٫۴٪             | ۲۶٫۹٪             |             |             |
| ۵۱      | ۱۶ ژوئن ۲۰۱۹    | ۲۵٫۱٪             | ۲۶٫۷٪             | ۲۶٫۶٪             |             |             |
| ۵۲      | ۱۶ ژوئن ۲۰۱۹    | ۳۱٫۹٪             | ۳۱٫۸٪             | ۳۰٫۵٪             |             |             |
| ۵۳      | ۲۲ ژوئن ۲۰۱۹    | —                 | ۲۲٫۸٪             | ۲۲٫۴٪             |             |             |
| ۵۴      | ۲۲ ژوئن ۲۰۱۹    | —                 | ۲۸٫۷٪             | ۲۷٫۸٪             |             |             |
| ۵۵      | ۲۳ ژوئن ۲۰۱۹    | ۲۴٫۹٪             | ۲۶٫۴٪             | ۲۵٫۸٪             |             |             |
| ۵۶      | ۲۳ ژوئن ۲۰۱۹    | ۳۲٫۶٪             | ۳۳٫۶٪             | ۳۲٫۵٪             |             |             |
| ۵۷      | ۲۹ ژوئن ۲۰۱۹    | ۲۴٫۰٪             | ۲۴٫۶٪             | ۲۱٫۷٪             |             |             |
| ۵۸      | ۲۹ ژوئن ۲۰۱۹    | ۲۹٫۴٪             | ۳۰٫۵٪             | ۲۷٫۸٪             |             |             |
| ۵۹      | ۳۰ ژوئن ۲۰۱۹    | ۲۵٫۰٪             | ۲۶٫۴٪             | ۲۵٫۲٪             |             |             |
| ۶۰      | ۳۰ ژوئن ۲۰۱۹    | ۳۱٫۶٪             | ۳۲٫۷٪             | ۳۱٫۰٪             |             |             |
| ۶۱      | ۶ ژوئیه ۲۰۱۹    | ۲۰٫۷٪             | ۲۳٫۱٪             | ۲۱٫۸٪             |             |             |
| ۶۲      | ۶ ژوئیه ۲۰۱۹    | ۲۷٫۱٪             | ۲۸٫۴٪             | ۲۶٫۹٪             |             |             |
| ۶۳      | ۷ ژوئیه ۲۰۱۹    | ۲۴٫۴٪             | ۲۶٫۸٪             | ۲۵٫۵٪             |             |             |
| ۶۴      | ۷ ژوئیه ۲۰۱۹    | ۲۸٫۴٪             | ۳۱٫۳٪             | ۳۰٫۶٪             |             |             |
| ۶۵      | ۱۳ ژوئیه ۲۰۱۹   | ۲۱٫۳٪             | ۲۲٫۳٪             | ۲۱٫۳٪             |             |             |
| ۶۶      | ۱۳ ژوئیه ۲۰۱۹   | ۲۵٫۸٪             | ۲۶٫۹٪             | ۲۴٫۹٪             |             |             |
| ۶۷      | ۱۴ ژوئیه ۲۰۱۹   | ۲۴٫۱٪             | ۲۵٫۷٪             | ۲۴٫۶٪             |             |             |
| ۶۸      | ۱۴ ژوئیه ۲۰۱۹   | ۲۹٫۹٪             | ۳۰٫۴٪             | ۲۹٫۶٪             |             |             |
| ۶۹      | ۲۰ ژوئیه ۲۰۱۹   | ۲۳٫۳٪             | ۲۵٫۰٪             | ۲۳٫۲٪             |             |             |
| ۷۰      | ۲۰ ژوئیه ۲۰۱۹   | ۲۷٫۵٪             | ۲۹٫۵٪             | ۲۷٫۴٪             |             |             |
| ۷۱      | ۲۱ ژوئیه ۲۰۱۹   | ۲۴٫۷٪             | ۲۶٫۸٪             | ۲۵٫۷٪             |             |             |
| ۷۲      | ۲۱ ژوئیه ۲۰۱۹   | ۳۰٫۴٪             | ۳۲٫۶٪             | ۳۱٫۲٪             |             |             |
| ۷۳      | ۲۷ ژوئیه ۲۰۱۹   | ۲۲٫۱٪             | ۲۴٫۲٪             | ۲۳٫۰٪             |             |             |
| ۷۴      | ۲۷ ژوئیه ۲۰۱۹   | ۲۷٫۷٪             | ۲۹٫۵٪             | ۲۸٫۰٪             |             |             |
| ۷۵      | ۲۸ ژوئیه ۲۰۱۹   | —                 | ۲۶٫۹٪             | ۲۵٫۶٪             |             |             |
| ۷۶      | ۲۸ ژوئیه ۲۰۱۹   | ۳۲٫۱٪             | ۳۱٫۶٪             | ۳۰٫۳٪             |             |             |
| ۷۷      | ۳ اوت ۲۰۱۹      | —                 | ۲۱٫۵٪             | ۲۰٫۰٪             |             |             |
| ۷۸      | ۳ اوت ۲۰۱۹      | —                 | ۲۷٫۳٪             | ۲۵٫۵٪             |             |             |
| ۷۹      | ۴ اوت ۲۰۱۹      | ۲۶٫۰٪             | ۲۶٫۱٪             | ۲۴٫۸٪             |             |             |
| ۸۰      | ۴ اوت ۲۰۱۹      | ۳۱٫۱٪             | ۳۱٫۱٪             | ۲۸٫۸٪             |             |             |
| ۸۱      | ۱۰ اوت ۲۰۱۹     | ۲۱٫۰٪             | ۲۱٫۸٪             | ۲۰٫۴٪             |             |             |
| ۸۲      | ۱۰ اوت ۲۰۱۹     | ۲۶٫۳٪             | ۲۷٫۷٪             | ۲۶٫۶٪             |             |             |
| ۸۳      | ۱۱ اوت ۲۰۱۹     | ۲۶٫۰٪             | ۲۶٫۹٪             | ۲۵٫۵٪             |             |             |
| ۸۴      | ۱۱ اوت ۲۰۱۹     | ۳۱٫۶٪             | ۳۱٫۷٪             | ۳۰٫۰٪             |             |             |
| ۸۵      | ۱۷ اوت ۲۰۱۹     | ۲۳٫۳٪             | ۲۳٫۷٪             | ۲۲٫۳٪             |             |             |
| ۸۶      | ۱۷ اوت ۲۰۱۹     | ۲۷٫۷٪             | ۲۷٫۴٪             | ۲۵٫۴٪             |             |             |
| ۸۷      | ۱۸ اوت ۲۰۱۹     | ۲۶٫۲٪             | ۲۷٫۸٪             | ۲۶٫۴٪             |             |             |
| ۸۸      | ۱۸ اوت ۲۰۱۹     | ۳۱٫۶٪             | ۳۳٫۵٪             | ۳۱٫۷٪             |             |             |
| ۸۹      | ۲۴ اوت ۲۰۱۹     | ۲۲٫۹٪             | ۲۴٫۷٪             | ۲۳٫۶٪             |             |             |
| ۹۰      | ۲۴ اوت ۲۰۱۹     | ۲۷٫۸٪             | ۲۹٫۳٪             | ۲۸٫۰٪             |             |             |
| ۹۱      | ۲۵ اوت ۲۰۱۹     | ۲۶٫۸٪             | ۲۸٫۰٪             | ۲۶٫۵٪             |             |             |
| ۹۲      | ۲۵ اوت ۲۰۱۹     | ۳۲٫۳٪             | ۳۲٫۶٪             | ۳۰٫۴٪             |             |             |
| ۹۳      | ۳۱ اوت ۲۰۱۹     | ۲۳٫۹٪             | ۲۵٫۱٪             | ۲۳٫۵٪             |             |             |
| ۹۴      | ۳۱ اوت ۲۰۱۹     | ۲۸٫۲٪             | ۳۰٫۰٪             | ۲۷٫۹٪             |             |             |
| ۹۵      | ۱ سپتامبر ۲۰۱۹  | ۲۷٫۶٪             | ۲۹٫۱٪             | ۲۷٫۱٪             |             |             |
| ۹۶      | ۱ سپتامبر ۲۰۱۹  | ۳۲٫۲٪             | ۳۳٫۷٪             | ۳۱٫۸٪             |             |             |
| ۹۷      | ۷ سپتامبر ۲۰۱۹  | ۲۷٫۲٪             | ۲۸٫۴٪             | ۲۷٫۰٪             |             |             |
| ۹۸      | ۷ سپتامبر ۲۰۱۹  | ۳۱٫۶٪             | ۳۲٫۳٪             | ۳۰٫۸٪             |             |             |
| ۹۹      | ۸ سپتامبر ۲۰۱۹  | ۲۸٫۹٪             | ۲۹٫۰٪             | ۲۶٫۶٪             |             |             |
| ۱۰۰     | ۸ سپتامبر ۲۰۱۹  | ۳۴٫۰٪             | ۳۴٫۳٪             | ۳۲٫۴٪             |             |             |
| ۱۰۱     | ۱۴ سپتامبر ۲۰۱۹ | ۲۷٫۵٪             | ۲۷٫۰٪             | ۲۵٫۳٪             |             |             |
| ۱۰۲     | ۱۴ سپتامبر ۲۰۱۹ | ۳۱٫۰٪             | ۳۰٫۰٪             | ۲۷٫۹٪             |             |             |
| ۱۰۳     | ۱۵ سپتامبر ۲۰۱۹ | ۲۹٫۶٪             | ۳۰٫۷٪             | ۲۸٫۸٪             |             |             |
| ۱۰۴     | ۱۵ سپتامبر ۲۰۱۹ | ۳۴٫۲٪             | ۳۴٫۷٪             | ۳۲٫۳٪             |             |             |
| ۱۰۵     | ۲۱ سپتامبر ۲۰۱۹ | ۲۷٫۱٪             | ۲۸٫۴٪             | ۲۵٫۷٪             |             |             |
| ۱۰۶     | ۲۱ سپتامبر ۲۰۱۹ | ۳۲٫۵٪             | ۳۳٫۲٪             | ۳۰٫۴٪             |             |             |
| ۱۰۷     | ۲۲ سپتامبر ۲۰۱۹ | ۳۳٫۴٪             | ۳۳٫۲٪             | ۲۹٫۹٪             |             |             |
| ۱۰۸     | ۲۲ سپتامبر ۲۰۱۹ | ۳۷٫۳٪             | ۳۵٫۹٪             | ۳۳٫۲٪             |             |             |
| میانگین | میانگین         | —                 | ۲۷٫۶٪             | ۲۶٫۱٪             |             |             |